# سیارک ۲۰۷۶۸۷
سیارک ۲۰۷۶۸۷ (به انگلیسی: 207687 Senckenberg، نامگذاری:2007RZ15)۲۰۷۶۸۷مین سیارک کشف شده‌است که در ۱۲ سپتامبر ۲۰۰۷ کشف شد.